# Anaïs Sägesser
Anaïs Sägesser (* 7. November 1978) ist eine Schweizer Unternehmerin und Vordenkerin in den Bereichen gesellschaftliche Transformation und Klimawandel.

## Werdegang
2002 schloss Anaïs Sägesser ihr Studium an der Universität St. Gallen, HSG ab. 2008 promovierte sie zum Thema des Einflusses von Kultur auf die Verbreitung von Informations- und Kommunikationstechnologien in der arabischen Welt bei Peter Gross und Reinhard Schulze. Anschliessend war sie in der Beratung und in der Finanzindustrie tätig.
Sie verliess die Finanzindustrie 2010, um sich dem gesellschaftlichen Wohlergehen zu widmen. Von 2011 bis 2015 war sie Teil von EIT Climate-KIC, 2013–2015 Mitglied der Geschäftsleitung und Direktorin Schweiz.
2016 gründete sie die gemeinnützig orientierten Vereine «STRIDE Learning» (mit Björn Müller, Niels Rot und dem Impact Hub Zürich) sowie «scaling4good». und MahaDevi Yoga Centre Schweiz. Seit 2017 ist sie Chair of Trustees der MahaDevi Yoga Centre in London.
Seit Frühjahr 2020 doziert sie zudem zu Sustainability Startups an der ETH Zürich.
Um den gesellschaftlichen Wandel zu erreichen, der für ein Weiterbestehen der Menschheit notwendig ist, arbeitet Sägesser an einer Theorie des Wandels. Er soll von der persönlichen Transformation über gemeinschaftliches Engagement zum Handeln als Bürger der Zivilgesellschaft führen.

## Nominierungen
- 2020 – Finalistin des Female Innovation Recognition Award[23][24]

## Publikationen (Auswahl)
- mit Bornemann: Sustainability-Oriented Transformative Learning and Teaching in Higher Education: Eight Propositions on Challenges and Approaches., 2020[25]
- mit Ruth Förster: Bildung für die Zukunft, 2020
- mit Björn Müller: Umbildung neue Perspektiven der Weiterbildung., 2020
- mit Björn Müller: Mit kritischer Neugierde sich und die Welt verändern., 2020
- mit Ruth Förster: Kollaboration für eine bessere Zukunft., 2019
- Preliminaries for Ecosystems: From Doing Well to Doing Good. Pathways of Personal Transformation and Entrepreneurial Action. In: K. Wendt (Hg.): Sustainable Financial Innovation., 2018
- Geschäftsideen erfolgreich lancieren. NZZ Sonderbeilage Swiss ECS, 2014
- Kultur & IT. – Der Einfluss von Kultur auf die Verbreitung von IT in der arabischen Welt., 2008
- mit Fellrath: Die Perspektive der Analysten II: Allfinanz – Mehrwert oder Phantom? In: Maas; Ackermann: Financial Services in Transition – Paradigmawechsel oder «back to the roots»?, 2004
- mit Fabian Müri: Is VFR an Independent Target Group? The Case of Switzerland. In: Tourism Review,. Vol. 58 Nr. 4, 2003